# 121 PLM C 1 et C 2
Les 121 PLM C 1 et C 2 étaient des locomotives à vapeur de vitesse prototypes construites pour la Compagnie du chemin de fer Paris-Lyon-Méditerranée.

## Genèse
Ces prototypes furent étudiés par M Henry ingénieur en chef de la Compagnie en 1887 à la suite des résultats obtenus avec la 120 Nord 701. Elles furent livrées en 1888 et reproduisaient le schéma des 121 PLM 111 à 400 mais en mode compound à 4 cylindres.

## Description
Ces locomotives disposaient d'un moteur à quatre cylindres compound avec les deux HP intérieurs et les deux BP extérieurs avec des soupapes d'entrée d'air et les communications étaient placés à l'intérieur de la boîte à fumées pour bénéficier d'un réchauffage de la vapeur. Ces cylindres étaient placés en avant de l'essieu porteur avant en porte à faux. La distribution était du type « Walschaerts » modifiée avec des tiroirs de type « Trick » qui, s'ils économisaient l'excentrique et l'essieu coudé compliquaient l'accès au mécanisme. Le foyer était un foyer de type « Belpaire ». L'échappement était à valves à noyau central avec la C1 disposant d'une cheminée à chapiteau alors que la C 2 disposait d'une cheminée à visière. Les deux essieux porteurs étaient identiques mais l'avant était à boîtes intérieures et celui de l'arrière à boîtes extérieures et ils étaient à déplacement latéral et non freinés. Le faisceau tubulaire de la chaudière était constitué par 185 tubes de 45 mm pour la C 1 et 224 tubes de 40 mm pour la C 2. Les cylindres d'air pour le freinage étaient disposés sur la boîte à feux alourdissant la silhouette de la locomotive.

## Utilisation et services
Ces locomotives furent mises en service au dépôt de Paris en 1889. Elles firent l'objet de nombreuses mise au point et de nombreux essais surtout entre Paris et Laroche sous la houlette de Gustave Noblemaire entre 1889 et 1890. Oppossés à d'autre locomotives du PLM et d'autres Compagnies elles démontrèrent une plus grande puissance et une plus grande douceur au roulement tout en étant moins agressive pour la voie!
La locomotive C 2 fut présentée à l'Exposition universelle de Paris de 1889.
À partir de 1891 elles furent utilisées dans le roulement des 121 PLM 111 à 400 entre Paris et Dijon. Cependant dès 1892 elles furent affectées à la desserte de Montargis où elles furent rejointes par les 221 PLM C 11 et C 12 et la 120 PLM C 51, et en 1894 elles connurent encore un changement de service avec la desserte de Nevers.
La venue des 220 PLM C 21 à C 60 et des 220 PLM C 61 à C 180 rendit ces locomotives moins utiles et elles furent mutées au dépôt de Nîmes peu avant 1914 pour service sur les lignes de Sète et d'Alès.
En 1921 la C 1 fut arrêtée et radiée en 1923 et la C 2 fut arrêtée en 1924 et radiée en 1925. Aucune de ces deux locomotives ne fut préservées malgré les nombreuses innovations dont elles faisaient l'objet!

## Tenders
Les tenders qui leur furent accouplés furent des tenders à 3 essieux récupérés sur les 121 PLM 111 à 400 contenant 16,1 m3 d'eau et 4 t de charbon immatriculés C 1 et C 2 anciennement 399 et 400. Ils furent réimmatriculés avant 1914 113 et 114.

## Caractéristiques
- Pression de la chaudière : 15 kg/cm2
- Surface de grille : 2,317 m2
- Surface de chauffe : 124,5 m2 pour la C 1 et 146 m2 pour la C 2
- Diamètre et course des cylindres HP : ?? mm × 620 mm
- Diamètre et course des cylindres BP : 500 mm × 620 mm
- Diamètre des roues motrices : 2 000 mm
- Diamètre des roues de l'essieu : 1 360 mm
- Masse à vide : ?? t
- Masse en ordre de marche : 54 t
- Masse adhérente : 29,6 t
- Longueur hors tout : 9,88 m
- Masse du tender en ordre de marche : ?? t
- Masse totale : ?? t
- Longueur totale : ?
- Vitesse maxi en service : ?? km/h
- Vitesse maxi en essais : 136 km/h